# Ribatejo (concelho)
Ribatejo foi um antigo concelho medieval português. Existiu enquanto município durante os séculos XIII e XIV, estando confiado à protecção da Ordem de Santiago, de que era comenda.
O território municipal ia do ribeiro das Enguias até à ribeira de Coina. 
Era formado pelas freguesias de Alhos Vedros e Sabonha. 